# グラマトロジー
グラマトロジーとは、言語学者のイグナス・ゲルブが、文字や表記体系（スクリプト）の科学的な研究を表す言葉として1952年につくり出した造語である。ここには、文字の類型論、文字の構造的な属性に関する分析、書記言語と音声言語の関係についての研究などを含む。最も広義には、リテラシーに関する研究や、哲学・宗教・科学・統治などの社会的な組織への書記の影響についての研究もグラマトロジーに含まれるとする研究者もいる。
グラマトロジーを書記に関する歴史や理論として理解し、いち早くこれを用いた学者として、マーシャル・マクルーハン（『グーテンベルクの銀河系』）をはじめ、エリック・ハヴロック (The Muse Learns to Write) やウォルター・J. オング（『声の文化と文字の文化』）、ジャック・グッディ (Domestication of the Savage Mind) らがいる。
また、技術の貢献についての考察や、物質的・社会的言語装置の問題を、様々な方面に展開するためにグラマトロジーという用語が用いられてきた。このようなアプローチのより理論的な応用としては、フリードリヒ・キットラー (Discourse Networks: 1800/1900) やアヴィタル・ロネル (The Telephone Book) らがいる。
脱構築の哲学者ジャック・デリダは、1967年に出版された著書『グラマトロジーについて』の中で、違う意味でこの用語を用いた。デリダは書記言語が音声言語の単なる複製品ではなく、思考が文字で記録されるというあり方が知の本質に強く影響していることを示そうとした。グラマトロジー的な観点からの脱構築によって、哲学全般、特に形而上学の歴史が、そのまま書記という文脈の中に配置されることになる。たとえば形而上学とは、アルファベットの発明とその学校における制度化に対応するカテゴリーあるいは分類システムとして理解される。またプラトンのアカデメイアやアリストテレスのリュケイオンなどは、古典ギリシア語のアルファベットの発明に際しての母音の導入に相当する、リテラシーの発明の一部と見ることができる。グレゴリー・ウルマーは、歴史学的グラマトロジーから哲学的グラマトロジーへというこの路線を引き継ぎ、応用グラマトロジーを提唱している (Applied Grammatology:  Post(e)-Pedagogy from Jacques Derrida to Joseph Beuys, Johns Hopkins, 1985)。ウルマーは「electracy」という造語によって、リテラシーとアルファベットや印刷技術の関係と同様に、デジタル技術とそれが新しいメディア形式において精緻化することがある装置の一部であるということについて注意を喚起している。グラマトロジーの研究は、技術、制度的実践、個人的な行動など、それによって現れた様々な領域を横断するための方法として考案された。Marc Wilhelm Küsterは、デリダのアプローチとゲルブの文字研究を接続して、書記と我々の世界を見方とのあいだの相互作用に対するより包括的な視点を探っている。